# Dascyllus
Dascyllus é um gênero de donzelas da família Pomacentridae e da subfamília Chrominae, são nativos do Indo-Pacífico. Os jovens de dascyllus dominó (Dascyllus trimaculatus) fazem simbiose com anêmonas, igual seus parentes próximos os peixes-palhaço (Amphiprioninae).

## Espécies
- Dascyllus abudafur Donzela listrada indiana
- Dascyllus albisella Dascyllus havaiano
- Dascyllus aruanus Donzela de cauda branca
- Dascyllus auripinnis Dascyllus dourado
- Dascyllus carneus Dascyllus indiano
- Dascyllus flavicaudus Dascyllus de cauda amarela
- Dascyllus marginatus Dascyllus do Mar Vermelho
- Dascyllus melanurus Donzela de cauda preta
- Dascyllus reticulatus Dascyllus de pocillopora
- Dascyllus strasburgi Dascyllus de Strasburg
- Dascyllus trimaculatus Dascyllus dominó

## Galeria

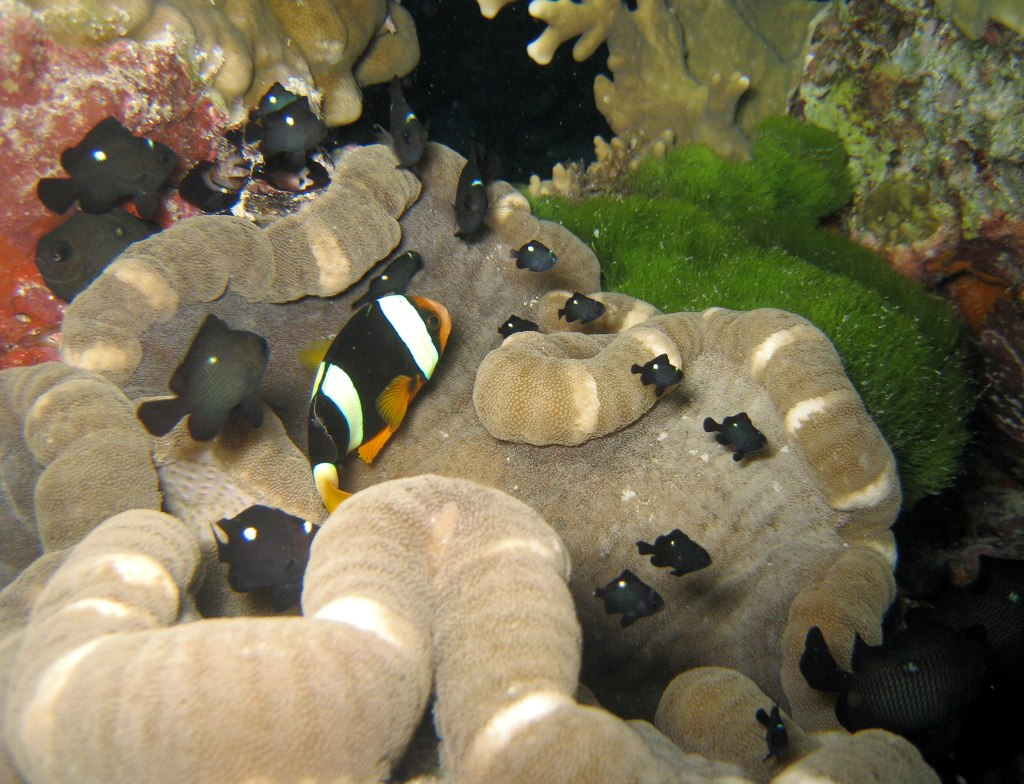
Jovens dascyllus dominó (Dascyllus trimaculatus) juntos com um peixe palhaço de cauda amarela (Amphiprion clarkii) fazendo simbiose com uma anêmona.
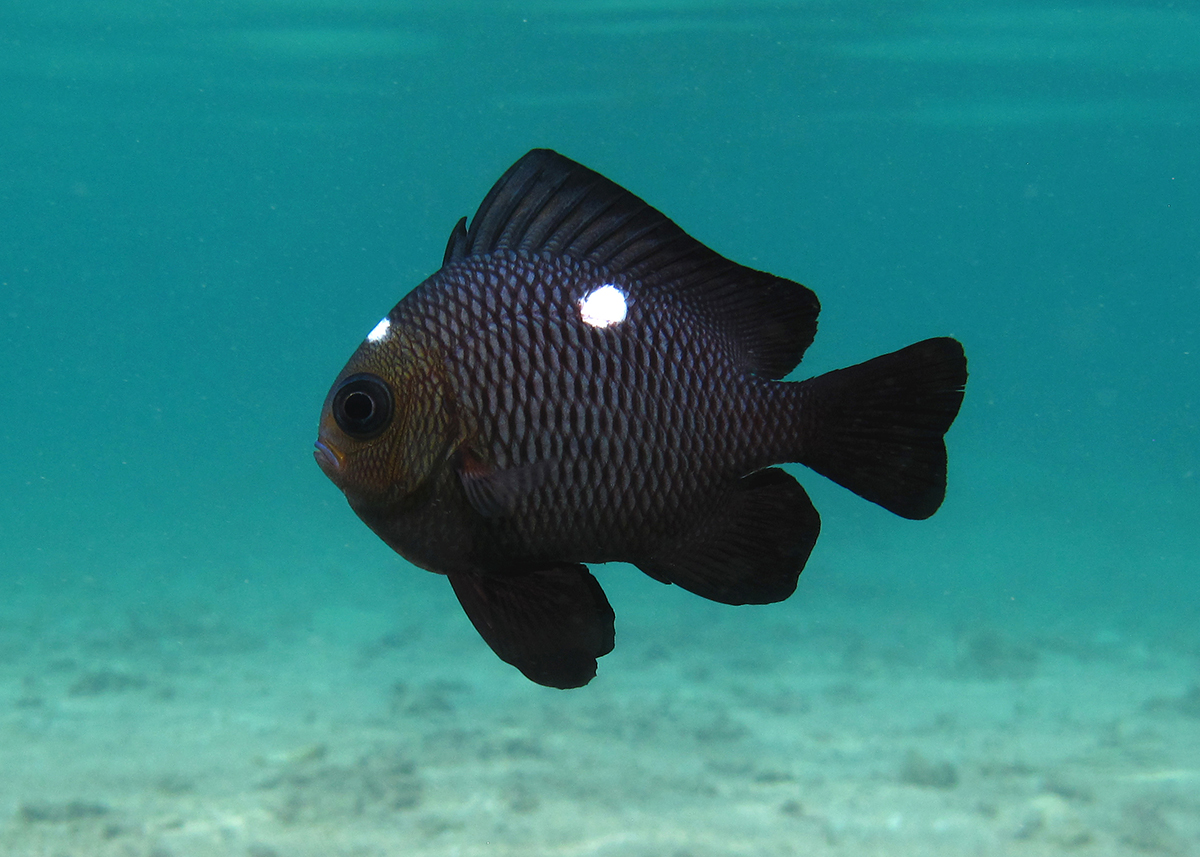
Dascyllus dominó (Dascyllus trimaculatus) adulto.
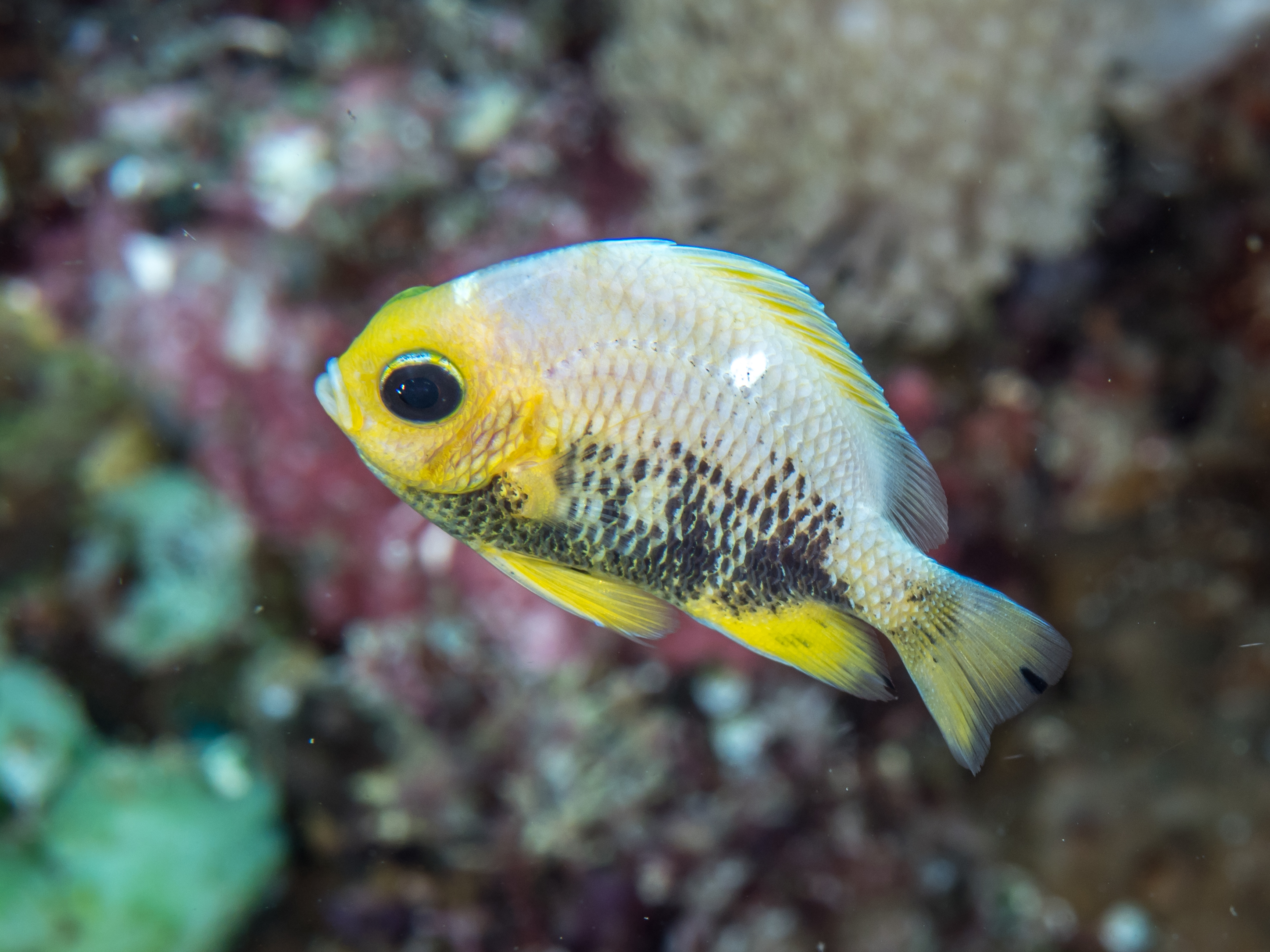
Dascyllus com variação de xantismo.
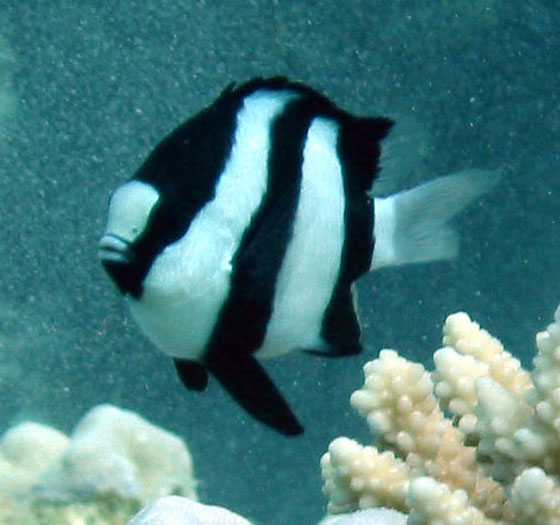
Donzela de cauda branca (Dascyllus aruanus)
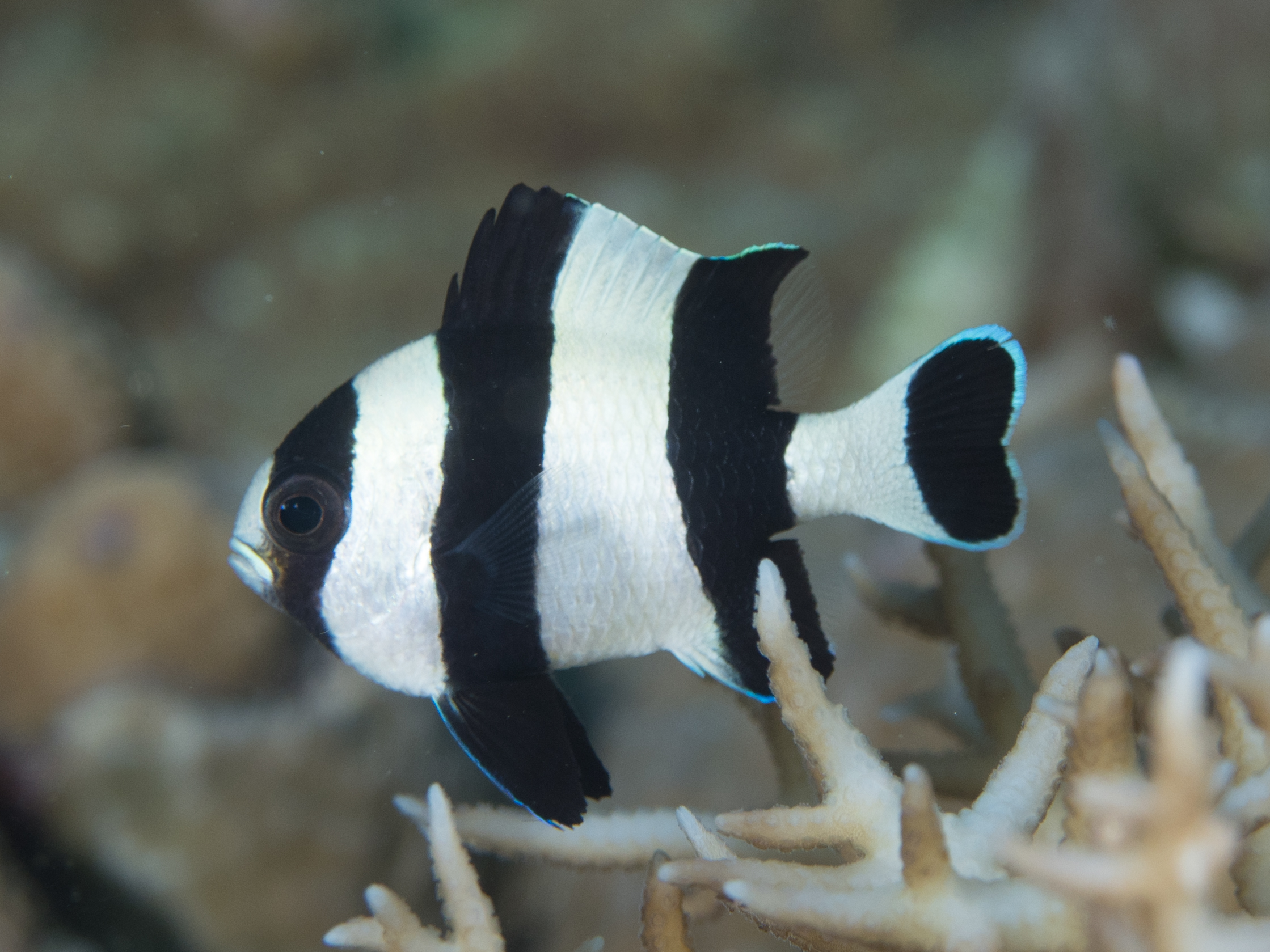
Donzela de cauda preta (Dascyllus melanurus)